# Bithia discreta
Bithia discreta là một loài ruồi trong họ Tachinidae.